# Tilda (opera)
Tilda è un'opera lirica in tre atti di Francesco Cilea su libretto di Angelo Zanardini (che si firmò con lo pseudonimo Arnaldo Graziani). Fu rappresentata per la prima volta il 7 aprile 1892 al Teatro Pagliano di Firenze.
Gli interpreti furono i seguenti:
| Personaggio | Interprete        |
| ----------- | ----------------- |
| Tilda       | Fanny Torresella  |
| Gastone     | Francesco Baldini |
| Gasparre    | Edoardo Sottolana |

Direttore era Rodolfo Ferrari.
Si tratta di un'opera di stampo verista in tre brevi atti, che il giovane Cilea musicò soprattutto per non perdere i contatti con l'editore, in vista di migliori opportunità per il futuro. L'opera, dopo il debutto trionfale di Firenze, girò varie città italiane, fra cui Milano e Venezia, varcando anche i confini nazionali con le rappresentazioni di Vienna e di Mosca, raggiungendo in totale circa 50 recite fra il 1892 e il 1893. Nel primo conflitto mondiale la partitura venne distrutta da uno spezzone incendiario. Nel 2021 è stata riorchestrata dal musicologo e compositore Giancosimo Russo, con la prima esecuzione parziale, in forma di concerto, nell'ambito del Festival Toscanini, all'Auditorium Paganini di Parma, con la Filarmonica Arturo Toscanini diretta da Yves Abel; Maida Hundeling (Tilda), Ragàa Eldìn (Gastone). Il 20 Gennaio 2025 si è tenuta invece la prima esecuzione integrale, sempre in forma di concerto, alla Sala Verdi del Conservatorio di Milano con protagonista il soprano Denia Mazzola Gavazzeni nel ruolo del titolo, dal quale è stato tratto un doppio CD audio.

## Trama
Tilda cerca invano di conquistare l'amore di Gastone. Quest'ultimo è invece innamorato di Agnese, e prova per Tilda solo un'attrazione fisica, tanto da offrirle del denaro. Tilda, offesa, si accorda con il brigante Gasparre per rapire i due amanti. Una volta rapita, Agnese si lascia andare allo sconforto, suscitando compassione nella protagonista. In un ultimo incontro, Tilda confessa il proprio amore a Gastone, che in compenso la deride. Offesa ancora una volta, Tilda gli racconta – mentendo – di avere ucciso Agnese. Il racconto suscita l'ira di Gastone che pugnala Tilda mortalmente. All'arrivo di Agnese, Gastone si rende conto dell'errore, ma il tutto viene perdonato da Tilda che muore benedicendo i due amanti.